# Kazım Ayvaz
Kazım Ayvaz (10. března 1938 – 18. ledna 2020 Helsingborg) byl turecký zápasník, olympijský vítěz z roku 1964.

## Sportovní kariéra
Narodil se a vyrostl v obci Çataldere v provincii Rize. Od mala se věnoval tradičnímu tureckému zápasu karakucak v okresním městě Çayeli. Inspirován výsledky tureckých zápasníků na olympijských hrách se od svých 15 let připravoval v populárním istanbulském klubu Fatih (İstanbul Güreş İhtisas Kulubü) a pracoval v místních docích jako námořník. Pod vedením trenéra Adnan Yurdaera se specializoval na olympijský zápas řecko-římský. V roce 1955 se v 17 letech startoval na svém prvním mistrovství světa v Karlsruhe ve velterové váze do 73 kg. V roce 1956 však v turecké olympijské nominaci na olympijské hry v Melbourne dostal přednost zkušenější Mithat Bayrak.
Vzájemná rivalita s olympijským vítězem Mithatem Bayrakem oba motivovala k mimořádným výsledkům. V roce 1958 dostal před Bayrakem přednost ve váze do 73 kg na mistrovství světa v Budapešti a získal svůj první titul mistra světa. Bayrak startoval ve vyšší střední váze do 79 kg. V roce 1960 si na olympijských hrách v Římě váhy prohodily. Bayrak obhajoval olympijské prvenství ve váze do 73 kg a on startoval ve váze do 79 kg. Olympijský turnaj začal velmi dobře a po pátém kole byl druhý s nejnižším počtem negativních (klasifikačních) bodů za Bulharem Dimitarem Dobrevem. V šestém kole však po vzájemném souboji s Dobrevem prohrál po verdiktu a v přímém souboji o bronzovou olympijskou medaili nastoupil proti Rumunu Ionu Țăranuovi. Souboj o třetí místo s Rumunem nezvládl a obsadil konečné 4. místo.
Od roku 1962 startoval po změnách váhových limitů v lehké váze do 70 kg. V roce 1963 měl vážnou dopravní nehodu, ale v olympijském roce 1964 se dokázal vrátit do formy. Na olympijských hrách v Tokiu mu ve třetím kole pomohl do čela v počtu negativních klasifikačních bodů volný los. V pátém kolo taktickou remízou vyřadil Rumuna Valeria Bularcu, a protože i další jeho soupeři se navzájem vyřadili dosažením 6 negativních klasifikačních bodů, stal se olympijských vítězem.
Od roku 1965 žil trvale ve Švédsku, kde založil rodinu. V roce 1968 se připravil na své třetí olympijské hry v Mexiku ve váze do 70 kg. V Mexiku se však nepotkal s formou. Po remízách v úvodních dvou kolech z olympijského turnaje odstoupil. Vzápětí ukončil sportovní kariéru v turecké reprezentaci.
V roce 1963 se na mistrovství světa ve švédském Helsingborgu seznámil se svojí budoucí ženou Ann-Marií (1944-2014). V Helsingborgu žil od roku 1965 až do své smrti v roce 2020.

## Výsledky

### Řecko-římský styl
| Turnaj             | 1955 | 1956 | 1957 | 1958 | 1959 | 1960 | 1961 | 1962 | 1963 | 1964 | 1965 | 1966 | 1967 | 1968 |
| Turnaj             | 17   | 18   | 19   | 20   | 21   | 22   | 23   | 24   | 25   | 26   | 27   | 28   | 29   | 30   |
| Turnaj             | −73  | −73  | −73  | −73  | −73  | −79  |      | −70  | −70  | −70  | −70  | −70  | −70  | −70  |
| ------------------ | ---- | ---- | ---- | ---- | ---- | ---- | ---- | ---- | ---- | ---- | ---- | ---- | ---- | ---- |
| Olympijské hry     |      | —    |      |      |      | 4.   |      |      |      | 1.   |      |      |      | úč.  |
| Mistrovství světa  | úč.  |      |      | 1.   |      |      | —    | 1.   | úč.  |      | —    | 6.   | —    |      |
| Mistrovství Evropy |      |      |      |      |      |      |      |      |      |      | —    | 4.   | —    | —    |